# Мангали (станция)
Ма́нгали (латыш. Mangaļi) — железнодорожная станция в Риге, на электрифицированной линии Земитаны — Скулте. Расположена в Северном районе города, в микрорайоне Милгравис, в 11 км от станции Рига-Пассажирская.

## История
Станция ведёт свою историю с 1872 года, когда была открыта линия Рига — Мангали. Однако в то время станция Мангали располагалась несколько севернее, на берегу канала Милгравис.
В 1930 году от развилки близ станции Мангали началось строительство железнодорожной линии на Руйиену, открытие которой состоялось в 1933 году (ныне линия Земитаны — Скулте). На новой линии недалеко от развилки была устроена станция Дзирнупе, ныне известная как Мангали, а прежняя станция Мангали осталась тупиковой. Спустя некоторое время, станции Мангали и Дзирнупе (также называлась Яунмилгравис) были объединены под названием «Мангали».

## Современное состояние
На станции существует 2 пути для остановки электропоездов и 3-й путь для отстоя грузовых вагонов. Рядом расположена сортировочная станция для нефтяных цистерн и множество подъездных путей: к терминалу BLB, на чистку цистерн и в порт.